# Mydaea laevis
Mydaea laevis är en tvåvingeart som först beskrevs av Huckett 1965.  Mydaea laevis ingår i släktet Mydaea och familjen husflugor.
Artens utbredningsområde är Northwest Territories, Kanada. Inga underarter finns listade i Catalogue of Life.